# Seznam slovenských hráčů v NHL v sezóně 2007/2008
- Stanley Cup v této sezóně získal Tomáš Kopecký s týmem Detroit Red Wings.

| Tým                 | Věk | Hráč               | Post | Počet zápasů ZČ | Branky ZČ | Asistence ZČ | Body ZČ | Počet zápasů v play off | Branky v play off | Asistence v play off | Body v play off |
| ------------------- | --- | ------------------ | ---- | --------------- | --------- | ------------ | ------- | ----------------------- | ----------------- | -------------------- | --------------- |
| Minnesota Wild      | 25  | Marián Gáborík     | F    | 77              | 42        | 41           | 83      | 6                       | 0                 | 1                    | 1               |
| Pittsburgh Penguins | 28  | Marián Hossa       | F    | 72              | 29        | 37           | 66      | 20                      | 12                | 14                   | 26              |
| Minnesota Wild      | 33  | Pavol Demitra      | F    | 68              | 15        | 39           | 54      | 6                       | 1                 | 2                    | 3               |
| Boston Bruins       | 30  | Zdeno Chára        | D    | 77              | 17        | 34           | 51      | 7                       | 1                 | 1                    | 2               |
| New York Islanders  | 33  | Miroslav Šatan     | F    | 80              | 16        | 25           | 41      | Ne                      |                   |                      |                 |
| Los Angeles Kings   | 31  | Ľubomír Višňovský  | D    | 82              | 8         | 33           | 41      | Ne                      |                   |                      |                 |
| Colorado Avalanche  | 25  | Marek Svatoš       | F    | 62              | 26        | 11           | 37      | Ne                      |                   |                      |                 |
| Ottawa Senators     | 22  | Andrej Meszároš    | D    | 82              | 9         | 27           | 36      | 4                       | 0                 | 1                    | 1               |
| Florida Panthers    | 31  | Richard Zedník     | F    | 54              | 15        | 11           | 26      | Ne                      |                   |                      |                 |
| Los Angeles Kings   | 28  | Ladislav Nagy      | F    | 38              | 9         | 17           | 26      | Ne                      |                   |                      |                 |
| Los Angeles Kings   | 30  | Michal Handzuš     | F    | 82              | 7         | 14           | 21      | Ne                      |                   |                      |                 |
| Florida Panthers    | 35  | Jozef Stümpel      | F    | 52              | 7         | 13           | 20      | Ne                      |                   |                      |                 |
| Minnesota Wild      | 27  | Branko Radivojevič | F    | 73              | 7         | 10           | 17      | 2                       | 0                 | 0                    | 0               |
| Detroit Red Wings   | 25  | Tomáš Kopecký      | F    | 77              | 5         | 7            | 12      | Ne                      |                   |                      |                 |
| Washington Capitals | 24  | Milan Jurčina      | D    | 75              | 1         | 8            | 9       | 7                       | 0                 | 0                    | 0               |
| Buffalo Sabres      | 21  | Andrej Sekera      | D    | 37              | 2         | 6            | 8       | Ne                      |                   |                      |                 |
| Phoenix Coyotes     | 26  | Marcel Hossa       | F    | 50              | 1         | 7            | 8       | Ne                      |                   |                      |                 |
| Florida Panthers    | 27  | Branislav Mezei    | D    | 57              | 2         | 2            | 4       | Ne                      |                   |                      |                 |
| Philadelphia Flyers | 22  | Štefan Ružička     | F    | 14              | 1         | 3            | 4       | Ne                      |                   |                      |                 |
| Colorado Avalanche  | 25  | Peter Budaj        | G    | 35              | 0         | 1            | 1       | 3                       | 0                 | 0                    | 0               |
| New York Rangers    | 22  | Ivan Baranka       | D    | 1               | 0         | 1            | 1       | Ne                      |                   |                      |                 |
| Atlanta Thrashers   | 21  | Boris Valábik      | D    | 7               | 0         | 0            | 0       | Ne                      |                   |                      |                 |
| Montreal Canadiens  | 22  | Jaroslav Halák     | G    | 6               | 0         | 0            | 0       | 2                       | 0                 | 0                    | 0               |

- F = Útočník
- D = Obránce
- G = Brankář